# Ermīs Aradippou
L'Ermīs Aradippou (in greco Ερμής Αραδίππου) è una società calcistica cipriota con sede nella città di Aradippou, nei pressi di Larnaca.

## Storia
È stata fondata nel 1958; pur avendo militato per maggior parte della sua storia nel campionato B Kategoria (la seconda serie), attualmente partecipa alla massima serie del campionato cipriota di calcio. Nella stagione 2014-2015 prende parte ai preliminari di Europa League, facendo così il suo esordio nelle coppe europee.
Il 13 agosto 2014 ha vinto per la prima volta nella sua storia la Supercoppa di Cipro battendo 2-1 l'APOEL.

## Palmarès

### Competizioni nazionali
- Supercoppa di Cipro: 1

2014
- B' Katīgoria: 3

1982-1983, 1984-1985, 2008-2009
- G' Katīgoria: 3

1975-1976, 1995-1996, 2006-2007

### Altri piazzamenti
- Coppa di Cipro:

Finalista: 2013-2014
- B' Katīgoria:

Secondo posto: 2019-2020
Terzo posto: 2000-2001, 2012-2013

## Statistiche e record

### Statistiche nelle competizioni UEFA
Tabella aggiornata alla fine della stagione 2017-2018.
| Competizione                  | Partecipazioni | G | V | N | P | RF | RS |
| ----------------------------- | -------------- | - | - | - | - | -- | -- |
| Coppa UEFA/UEFA Europa League | 1              | 2 | 0 | 0 | 2 | 0  | 3  |

## Organico

### Rosa 2020-2021
Aggiornata al 22 ottobre 2020.
| N. |                       | Ruolo | Calciatore                       |
| -- | --------------------- | ----- | -------------------------------- |
| 2  | Grecia (bandiera)     | D     | Vasileios Karagkounīs            |
| 3  | Cipro (bandiera)      | D     | Stelios Dīmītriou                |
| 4  | Cipro (bandiera)      | D     | Christoforos Gavriel             |
| 5  | Brasile (bandiera)    | C     | Airton                           |
| 7  | Portogallo (bandiera) | C     | Márcio Meira                     |
| 8  | Cipro (bandiera)      | A     | Onīsiforos Rousias               |
| 9  | Cipro (bandiera)      | A     | Andreas Papathanasiou (capitano) |
| 11 | Brasile (bandiera)    | A     | Hugo Cabral                      |
| 16 | Nigeria (bandiera)    | C     | Ejike Okoh                       |
| 17 | Cipro (bandiera)      | A     | Theodosis Kyprou                 |
| 19 | Cipro (bandiera)      | A     | Iakovos Kaiserlidis              |
| 21 | Cipro (bandiera)      | A     | Lefteris Alambritis              |
| 23 | Brasile (bandiera)    | D     | Roberto Dias                     |
| 26 | Brasile (bandiera)    | C     | Rafinha                          |

| N. |                           | Ruolo | Calciatore                |
| -- | ------------------------- | ----- | ------------------------- |
| 27 | Kosovo (bandiera)         | C     | Enis Hasani               |
| 33 | Palestina (bandiera)      | D     | Saado Abdel Salam Fouflia |
| 40 | Grecia (bandiera)         | P     | Giannis Firinidis         |
| 55 | Scozia (bandiera)         | D     | Kevin Holt                |
| 56 | Grecia (bandiera)         | D     | Paulos Kyriakidīs         |
| 61 | Cipro (bandiera)          | P     | Alexandros Antoniou       |
| 68 | Kazakistan (bandiera)     | C     | Magomed Paragwl'gov       |
| 70 | Grecia (bandiera)         | D     | Vasilis Vallianos         |
| 77 | Cipro (bandiera)          | C     | Elias Georgiou            |
| 92 | Cipro (bandiera)          | D     | Stylianos Panteli         |
| 93 | Costa d'Avorio (bandiera) | A     | Brahima Bruno Koné        |
| 94 | Guinea (bandiera)         | C     | Lancinet Sidibe           |
| 97 | Brasile (bandiera)        | P     | Caíque                    |
| 99 | Portogallo (bandiera)     | D     | Pedro Lemos               |

### Rosa 2017-2018
Aggiornata al 31 gennaio 2018.
| N. |                           | Ruolo | Calciatore                    |
| -- | ------------------------- | ----- | ----------------------------- |
| 3  | Cipro (bandiera)          | D     | Fotis Kezos                   |
| 4  | Ucraina (bandiera)        | D     | Maksym Imerekov               |
| 5  | Ghana (bandiera)          | C     | Emmanuel Frimpong             |
| 6  | Grecia (bandiera)         | C     | Giannīs Taralidīs             |
| 8  | Ucraina (bandiera)        | C     | Jaroslav Martynjuk (capitano) |
| 9  | Svizzera (bandiera)       | A     | Innocent Emeghara             |
| 10 | Rep. del Congo (bandiera) | A     | Juvhel Tsoumou                |
| 11 | Cipro (bandiera)          | A     | Alexandros Kōnstantinou       |
| 16 | Romania (bandiera)        | D     | Radu Zaharia                  |
| 18 | Spagna (bandiera)         | C     | Alfonso Artabe                |
| 19 | Messico (bandiera)        | C     | Edgar Pacheco                 |
| 20 | Portogallo (bandiera)     | D     | China                         |

| N. |                               | Ruolo | Calciatore           |
| -- | ----------------------------- | ----- | -------------------- |
| 21 | Macedonia del Nord (bandiera) | D     | Aleksandar Damčevski |
| 22 | Cipro (bandiera)              | D     | Parīs Psaltīs        |
| 23 | Cipro (bandiera)              | C     | Zacharias Theodorou  |
| 24 | Paesi Bassi (bandiera)        | C     | Pim Bouwman          |
| 25 | Portogallo (bandiera)         | A     | Jorge Monteiro       |
| 26 | Cipro (bandiera)              | A     | Dīmītrīs Kyprianou   |
| 31 | Cipro (bandiera)              | P     | Giōrgos Panagī       |
| 41 | Cipro (bandiera)              | P     | Ellinas Sofroniou    |
| 60 | Cipro (bandiera)              | C     | Loizos Pounnas       |
| 77 | Cipro (bandiera)              | A     | Leandros Lillis      |
| 84 | Grecia (bandiera)             | P     | Giannīs Arampatzīs   |
| 98 | Francia (bandiera)            | A     | Elie Junior Jibrine  |